# (34324) 2000 QB199
2000 QB199 (asteroide 34324) é um asteroide da cintura principal. Possui uma excentricidade de 0.09184620 e uma inclinação de 3.44675º.
Este asteroide foi descoberto no dia 29 de agosto de 2000 por LINEAR em Socorro.